# Női kosárlabdatorna a 2012. évi nyári olimpiai játékokon
A 2012. évi nyári olimpiai játékokon a női kosárlabdatornát július 28. és augusztus 11. között rendezték. A tornán 12 nemzet csapata vett részt. A tornát az amerikai válogatott nyerte.

## Selejtezők
| Esemény                   | Dátum                          | Helyszín      | Kvóta | Kvalifikált csapatok                                                                           |
| ------------------------- | ------------------------------ | ------------- | ----- | ---------------------------------------------------------------------------------------------- |
| Rendező                   | 2005. július 6.                |               | 1     | Nagy-Britannia (GBR)                                                                           |
| 2010-es világbajnokság    | 2010. szeptember 23–október 3. | Csehország    | 1     | Egyesült Államok (USA)                                                                         |
| 2011-es Európa-bajnokság  | 2011. június 18–július 3.      | Lengyelország | 1     | Oroszország (RUS)                                                                              |
| 2011-es Ázsia-bajnokság   | 2011. augusztus 21–28.         | Japán         | 1     | Kína (CHN)                                                                                     |
| 2011-es Óceánia-bajnokság | 2011. szeptember 7–11.         | Ausztrália    | 1     | Ausztrália (AUS)                                                                               |
| 2011-es Amerika-bajnokság | 2011. szeptember 24–október 1. | Kolumbia      | 1     | Brazília (BRA)                                                                                 |
| 2011-es Afrika-bajnokság  | 2011. szeptember 23–október 2. | Mali          | 1     | Angola (ANG)                                                                                   |
| Olimpiai selejtező        | 2012. június 25.–július 1.     | Törökország   | 5     | Franciaország (FRA) · Törökország (TUR) · Csehország (CZE) · Horvátország (CRO) · Kanada (CAN) |
| Összesen                  |                                |               | 12    |                                                                                                |

## Lebonyolítás
A csapatokat két darab hat csapatból álló csoportba sorsolták. A csoportmérkőzések után az első négy helyezett jut a negyeddöntőbe, ahonnan egyenes kieséses rendszerben folytatódnak a küzdelmek. Az első négy helyért játszanak helyosztó mérkőzéseket.

## Eredmények
A mérkőzések kezdési időpontjai helyi idő szerint, zárójelben magyar idő szerint olvashatóak.

### Csoportkör
| Színmagyarázat                                           |
| -------------------------------------------------------- |
| A csoportok első négy helyezettje bejut a negyeddöntőbe. |
| A csoportok ötödik és hatodik helyezettjei kiesnek.      |

#### A csoport
| Csapat                 | M | Gy | V | P+  | P–  | Pk   | PA    | P  |
| ---------------------- | - | -- | - | --- | --- | ---- | ----- | -- |
| Egyesült Államok (USA) | 5 | 5  | 0 | 462 | 279 | +183 | 1,656 | 10 |
| Törökország (TUR)      | 5 | 4  | 1 | 343 | 316 | +27  | 1,085 | 9  |
| Kína (CHN)             | 5 | 3  | 2 | 346 | 363 | −17  | 0,953 | 8  |
| Csehország (CZE)       | 5 | 2  | 3 | 346 | 332 | +14  | 1,042 | 7  |
| Horvátország (CRO)     | 5 | 1  | 4 | 324 | 379 | −55  | 0,855 | 6  |
| Angola (ANG)           | 5 | 0  | 5 | 243 | 395 | −152 | 0,615 | 5  |

| 2012. július 28. 9:00 (10:00) | Kína (CHN)                               | 66–57     | Csehország (CZE) | Basketball Arena, London Játékvezetők: Jorge Vazquez (PUR), Vaughan Mayberry (AUS), Carole Delaune (FRA) |
| 2012. július 28. 9:00 (10:00) | (20–16, 16–13, 15–15, 15–13) Jegyzőkönyv |           |                  | Basketball Arena, London Játékvezetők: Jorge Vazquez (PUR), Vaughan Mayberry (AUS), Carole Delaune (FRA) |
| 2012. július 28. 9:00 (10:00) | Ma Zengyu 16                             | Pont      | Vítečková 14     | Basketball Arena, London Játékvezetők: Jorge Vazquez (PUR), Vaughan Mayberry (AUS), Carole Delaune (FRA) |
| 2012. július 28. 9:00 (10:00) | Csen Nan 8                               | Lepattanó | Horáková 9       | Basketball Arena, London Játékvezetők: Jorge Vazquez (PUR), Vaughan Mayberry (AUS), Carole Delaune (FRA) |
| 2012. július 28. 9:00 (10:00) | Miao Li-csie 8                           | Gólpassz  | három játékos 3  | Basketball Arena, London Játékvezetők: Jorge Vazquez (PUR), Vaughan Mayberry (AUS), Carole Delaune (FRA) |

| 2012. július 28. 14:30 (15:30) | Törökország (TUR)                       | 72–50     | Angola (ANG)    | Basketball Arena, London Játékvezetők: Elena Chernova (RUS), Vitalis Gode (KEN), Fernando Sampietro (ARG) |
| 2012. július 28. 14:30 (15:30) | (21–8, 14–17, 23–14, 14–11) Jegyzőkönyv |           |                 | Basketball Arena, London Játékvezetők: Elena Chernova (RUS), Vitalis Gode (KEN), Fernando Sampietro (ARG) |
| 2012. július 28. 14:30 (15:30) | Palazoğlu 13                            | Pont      | Mauricio 11     | Basketball Arena, London Játékvezetők: Elena Chernova (RUS), Vitalis Gode (KEN), Fernando Sampietro (ARG) |
| 2012. július 28. 14:30 (15:30) | Çağlar 7                                | Lepattanó | Tomas, Manuel 5 | Basketball Arena, London Játékvezetők: Elena Chernova (RUS), Vitalis Gode (KEN), Fernando Sampietro (ARG) |
| 2012. július 28. 14:30 (15:30) | Vardarlı 5                              | Gólpassz  | Camufal 2       | Basketball Arena, London Játékvezetők: Elena Chernova (RUS), Vitalis Gode (KEN), Fernando Sampietro (ARG) |

| 2012. július 28. 16:45 (17:45) | Egyesült Államok (USA)                 | 81–56     | Horvátország (CRO) | Basketball Arena, London Játékvezetők: Juan Arteaga (ESP), Oļegs Latiševs (LAT), Snehal Bendke (IND) |
| 2012. július 28. 16:45 (17:45) | (11–4, 20–24, 22–19, 28–9) Jegyzőkönyv |           |                    | Basketball Arena, London Játékvezetők: Juan Arteaga (ESP), Oļegs Latiševs (LAT), Snehal Bendke (IND) |
| 2012. július 28. 16:45 (17:45) | Charles 14                             | Pont      | Ivezić 22          | Basketball Arena, London Játékvezetők: Juan Arteaga (ESP), Oļegs Latiševs (LAT), Snehal Bendke (IND) |
| 2012. július 28. 16:45 (17:45) | Parker 13                              | Lepattanó | Ivanković 7        | Basketball Arena, London Játékvezetők: Juan Arteaga (ESP), Oļegs Latiševs (LAT), Snehal Bendke (IND) |
| 2012. július 28. 16:45 (17:45) | Bird 5                                 | Gólpassz  | Lelas 5            | Basketball Arena, London Játékvezetők: Juan Arteaga (ESP), Oļegs Latiševs (LAT), Snehal Bendke (IND) |

| 2012. július 30. 9:00 (10:00) | Horvátország (CRO)                       | 58–83     | Kína (CHN)      | Basketball Arena, London Játékvezetők: Michael Aylen (AUS), Elena Chernova (RUS), Felicia Grinter (USA) |
| 2012. július 30. 9:00 (10:00) | (21–24, 10–15, 14–25, 13–19) Jegyzőkönyv |           |                 | Basketball Arena, London Játékvezetők: Michael Aylen (AUS), Elena Chernova (RUS), Felicia Grinter (USA) |
| 2012. július 30. 9:00 (10:00) | Mandir 22                                | Pont      | Csen Nan 28     | Basketball Arena, London Játékvezetők: Michael Aylen (AUS), Elena Chernova (RUS), Felicia Grinter (USA) |
| 2012. július 30. 9:00 (10:00) | Ivezić 6                                 | Lepattanó | Csen Nan 10     | Basketball Arena, London Játékvezetők: Michael Aylen (AUS), Elena Chernova (RUS), Felicia Grinter (USA) |
| 2012. július 30. 9:00 (10:00) | Jelavić, Lelas 4                         | Gólpassz  | Miao Li-csie 10 | Basketball Arena, London Játékvezetők: Michael Aylen (AUS), Elena Chernova (RUS), Felicia Grinter (USA) |

| 2012. július 30. 11:15 (12:15) | Csehország (CZE)                        | 57–61     | Törökország (TUR) | Basketball Arena, London Játékvezetők: Pablo Estévez (ARG), Szuguro Sóko (JPN), Samir Abaakil (MAR) |
| 2012. július 30. 11:15 (12:15) | (8–13, 13–20, 18–12, 18–16) Jegyzőkönyv |           |                   | Basketball Arena, London Játékvezetők: Pablo Estévez (ARG), Szuguro Sóko (JPN), Samir Abaakil (MAR) |
| 2012. július 30. 11:15 (12:15) | Veselá 19                               | Pont      | három játékos 11  | Basketball Arena, London Játékvezetők: Pablo Estévez (ARG), Szuguro Sóko (JPN), Samir Abaakil (MAR) |
| 2012. július 30. 11:15 (12:15) | három játékos 6                         | Lepattanó | Yılmaz 13         | Basketball Arena, London Játékvezetők: Pablo Estévez (ARG), Szuguro Sóko (JPN), Samir Abaakil (MAR) |
| 2012. július 30. 11:15 (12:15) | Bartoňová, Elhotová 4                   | Gólpassz  | Vardarlı 4        | Basketball Arena, London Játékvezetők: Pablo Estévez (ARG), Szuguro Sóko (JPN), Samir Abaakil (MAR) |

| 2012. július 30. 22:15 (23:15) | Angola (ANG)                           | 38–90     | Egyesült Államok (USA) | Basketball Arena, London Játékvezetők: Carole Delauné (FRA), Marcos Benito (BRA), Robert Lottermoser (GER) |
| 2012. július 30. 22:15 (23:15) | (12–22, 6–19, 11–28, 9–21) Jegyzőkönyv |           |                        | Basketball Arena, London Játékvezetők: Carole Delauné (FRA), Marcos Benito (BRA), Robert Lottermoser (GER) |
| 2012. július 30. 22:15 (23:15) | Guadalupe 11                           | Pont      | Parker 14              | Basketball Arena, London Játékvezetők: Carole Delauné (FRA), Marcos Benito (BRA), Robert Lottermoser (GER) |
| 2012. július 30. 22:15 (23:15) | Mauricio, Manuel 6                     | Lepattanó | Parker 12              | Basketball Arena, London Játékvezetők: Carole Delauné (FRA), Marcos Benito (BRA), Robert Lottermoser (GER) |
| 2012. július 30. 22:15 (23:15) | Manuel 2                               | Gólpassz  | Bird 5                 | Basketball Arena, London Játékvezetők: Carole Delauné (FRA), Marcos Benito (BRA), Robert Lottermoser (GER) |

| 2012. augusztus 1. 11:15 (12:15) | Kína (CHN)                              | 76–52     | Angola (ANG)    | Basketball Arena, London Játékvezetők: Christos Christodoulou (GRE), Samir Abaakil (MAR), Shenal Bendke (IND) |
| 2012. augusztus 1. 11:15 (12:15) | (15–13, 18–18, 24–6, 19–15) Jegyzőkönyv |           |                 | Basketball Arena, London Játékvezetők: Christos Christodoulou (GRE), Samir Abaakil (MAR), Shenal Bendke (IND) |
| 2012. augusztus 1. 11:15 (12:15) | Ma Zengyu 15                            | Pont      | Guadalupe 12    | Basketball Arena, London Játékvezetők: Christos Christodoulou (GRE), Samir Abaakil (MAR), Shenal Bendke (IND) |
| 2012. augusztus 1. 11:15 (12:15) | Gao Song 9                              | Lepattanó | Tomas 9         | Basketball Arena, London Játékvezetők: Christos Christodoulou (GRE), Samir Abaakil (MAR), Shenal Bendke (IND) |
| 2012. augusztus 1. 11:15 (12:15) | Miao Li-csie 5                          | Gólpassz  | három játékos 2 | Basketball Arena, London Játékvezetők: Christos Christodoulou (GRE), Samir Abaakil (MAR), Shenal Bendke (IND) |

| 2012. augusztus 1. 20:00 (21:00) | Horvátország (CRO)                       | 70–89     | Csehország (CZE) | Basketball Arena, London Játékvezetők: Cristiano Maranho (BRA), Guerrino Cerebuch (ITA), Carole Delauné (FRA) |
| 2012. augusztus 1. 20:00 (21:00) | (19–22, 20–23, 21–12, 10–32) Jegyzőkönyv |           |                  | Basketball Arena, London Játékvezetők: Cristiano Maranho (BRA), Guerrino Cerebuch (ITA), Carole Delauné (FRA) |
| 2012. augusztus 1. 20:00 (21:00) | Mandir 20                                | Pont      | Elhotová 20      | Basketball Arena, London Játékvezetők: Cristiano Maranho (BRA), Guerrino Cerebuch (ITA), Carole Delauné (FRA) |
| 2012. augusztus 1. 20:00 (21:00) | Mandir 6                                 | Lepattanó | Horáková 10      | Basketball Arena, London Játékvezetők: Cristiano Maranho (BRA), Guerrino Cerebuch (ITA), Carole Delauné (FRA) |
| 2012. augusztus 1. 20:00 (21:00) | Mandir 3                                 | Gólpassz  | Veselá 7         | Basketball Arena, London Játékvezetők: Cristiano Maranho (BRA), Guerrino Cerebuch (ITA), Carole Delauné (FRA) |

| 2012. augusztus 1. 22:15 (23:15) | Egyesült Államok (USA)                   | 89–58     | Törökország (TUR)          | Basketball Arena, London Játékvezetők: Michael Aylen (AUS), Stephen Seibel (CAN), Peng Ling (CHN) |
| 2012. augusztus 1. 22:15 (23:15) | (19–16, 22–10, 22–21, 26–11) Jegyzőkönyv |           |                            | Basketball Arena, London Játékvezetők: Michael Aylen (AUS), Stephen Seibel (CAN), Peng Ling (CHN) |
| 2012. augusztus 1. 22:15 (23:15) | McCoughtry 18                            | Pont      | Vardarlı, Hollingsworth 11 | Basketball Arena, London Játékvezetők: Michael Aylen (AUS), Stephen Seibel (CAN), Peng Ling (CHN) |
| 2012. augusztus 1. 22:15 (23:15) | három játékos 7                          | Lepattanó | Hollingsworth 8            | Basketball Arena, London Játékvezetők: Michael Aylen (AUS), Stephen Seibel (CAN), Peng Ling (CHN) |
| 2012. augusztus 1. 22:15 (23:15) | Bird 4                                   | Gólpassz  | Vardarlı, Alben 3          | Basketball Arena, London Játékvezetők: Michael Aylen (AUS), Stephen Seibel (CAN), Peng Ling (CHN) |

| 2012. augusztus 3. 9:00 (10:00) | Angola (ANG)                             | 56–75     | Horvátország (CRO) | Basketball Arena, London Játékvezetők: Stephen Seibel (CAN), Szuguro Sóko (JPN), Peng Ling (CHN) |
| 2012. augusztus 3. 9:00 (10:00) | (18–24, 14–17, 11–18, 13–16) Jegyzőkönyv |           |                    | Basketball Arena, London Játékvezetők: Stephen Seibel (CAN), Szuguro Sóko (JPN), Peng Ling (CHN) |
| 2012. augusztus 3. 9:00 (10:00) | Tomas 15                                 | Pont      | Lelas 23           | Basketball Arena, London Játékvezetők: Stephen Seibel (CAN), Szuguro Sóko (JPN), Peng Ling (CHN) |
| 2012. augusztus 3. 9:00 (10:00) | Mauricio, Tomas 8                        | Lepattanó | Ivanković 7        | Basketball Arena, London Játékvezetők: Stephen Seibel (CAN), Szuguro Sóko (JPN), Peng Ling (CHN) |
| 2012. augusztus 3. 9:00 (10:00) | Mauricio 4                               | Gólpassz  | Mandir 5           | Basketball Arena, London Játékvezetők: Stephen Seibel (CAN), Szuguro Sóko (JPN), Peng Ling (CHN) |

| 2012. augusztus 3. 16:45 (17:45) | Törökország (TUR)                        | 82–55     | Kína (CHN)            | Basketball Arena, London Játékvezetők: Carl Jungebrand (FIN), Felicia Grinter (USA), Vaughan Mayberry (AUS) |
| 2012. augusztus 3. 16:45 (17:45) | (26-13, 13-14, 20-16, 23-12) Jegyzőkönyv |           |                       | Basketball Arena, London Játékvezetők: Carl Jungebrand (FIN), Felicia Grinter (USA), Vaughan Mayberry (AUS) |
| 2012. augusztus 3. 16:45 (17:45) | Yılmaz 16                                | Pont      | Ma Zengyu 7           | Basketball Arena, London Játékvezetők: Carl Jungebrand (FIN), Felicia Grinter (USA), Vaughan Mayberry (AUS) |
| 2012. augusztus 3. 16:45 (17:45) | Hollingsworth 11                         | Lepattanó | Ma Zengyu, Csen Nan 8 | Basketball Arena, London Játékvezetők: Carl Jungebrand (FIN), Felicia Grinter (USA), Vaughan Mayberry (AUS) |
| 2012. augusztus 3. 16:45 (17:45) | Alben 5                                  | Gólpassz  | Miao Li-csie 6        | Basketball Arena, London Játékvezetők: Carl Jungebrand (FIN), Felicia Grinter (USA), Vaughan Mayberry (AUS) |

| 2012. augusztus 3. 22:15 (23:15) | Csehország (CZE)                        | 61–88     | Egyesült Államok (USA) | Basketball Arena, London Játékvezetők: Jelena Csernova (RUS), Marcos Benito (BRA), Vitalis Gode (KEN) |
| 2012. augusztus 3. 22:15 (23:15) | (26–24, 12–24, 9–22, 14–18) Jegyzőkönyv |           |                        | Basketball Arena, London Játékvezetők: Jelena Csernova (RUS), Marcos Benito (BRA), Vitalis Gode (KEN) |
| 2012. augusztus 3. 22:15 (23:15) | Zrůstová 15                             | Pont      | Taurasi 18             | Basketball Arena, London Játékvezetők: Jelena Csernova (RUS), Marcos Benito (BRA), Vitalis Gode (KEN) |
| 2012. augusztus 3. 22:15 (23:15) | Pecková 6                               | Lepattanó | Charles 14             | Basketball Arena, London Játékvezetők: Jelena Csernova (RUS), Marcos Benito (BRA), Vitalis Gode (KEN) |
| 2012. augusztus 3. 22:15 (23:15) | Bartoňová 3                             | Gólpassz  | Bird 9                 | Basketball Arena, London Játékvezetők: Jelena Csernova (RUS), Marcos Benito (BRA), Vitalis Gode (KEN) |

| 2012. augusztus 5. 11:15 (12:15) | Angola (ANG)                            | 47–82     | Csehország (CZE) | Basketball Arena, London Játékvezetők: Rabah Noujaim (LIB), Vaughan Mayberry (AUS), Vitalis Gode (KEN) |
| 2012. augusztus 5. 11:15 (12:15) | (18–23, 7–17, 10–18, 12–24) Jegyzőkönyv |           |                  | Basketball Arena, London Játékvezetők: Rabah Noujaim (LIB), Vaughan Mayberry (AUS), Vitalis Gode (KEN) |
| 2012. augusztus 5. 11:15 (12:15) | Mauricio 18                             | Pont      | Zrůstová 20      | Basketball Arena, London Játékvezetők: Rabah Noujaim (LIB), Vaughan Mayberry (AUS), Vitalis Gode (KEN) |
| 2012. augusztus 5. 11:15 (12:15) | Manuel 12                               | Lepattanó | Horáková 9       | Basketball Arena, London Játékvezetők: Rabah Noujaim (LIB), Vaughan Mayberry (AUS), Vitalis Gode (KEN) |
| 2012. augusztus 5. 11:15 (12:15) | Eusébio, Guadalupe 2                    | Gólpassz  | Elhotová 4       | Basketball Arena, London Játékvezetők: Rabah Noujaim (LIB), Vaughan Mayberry (AUS), Vitalis Gode (KEN) |

| 2012. augusztus 5. 16:45 (17:45) | Kína (CHN)                              | 66–114    | Egyesült Államok (USA) | Basketball Arena, London Játékvezetők: Guerrino Cerebuch (ITA), Borisz Rizsik (UKR), Carole Delauné (FRA) |
| 2012. augusztus 5. 16:45 (17:45) | (28–31, 8–30, 12–33, 18–20) Jegyzőkönyv |           |                        | Basketball Arena, London Játékvezetők: Guerrino Cerebuch (ITA), Borisz Rizsik (UKR), Carole Delauné (FRA) |
| 2012. augusztus 5. 16:45 (17:45) | Szong Hsziao-jün 15                     | Pont      | Taurasi 22             | Basketball Arena, London Játékvezetők: Guerrino Cerebuch (ITA), Borisz Rizsik (UKR), Carole Delauné (FRA) |
| 2012. augusztus 5. 16:45 (17:45) | négy játékos 3                          | Lepattanó | Moore 7                | Basketball Arena, London Játékvezetők: Guerrino Cerebuch (ITA), Borisz Rizsik (UKR), Carole Delauné (FRA) |
| 2012. augusztus 5. 16:45 (17:45) | Miao Li-csie 8                          | Gólpassz  | Catchings 7            | Basketball Arena, London Játékvezetők: Guerrino Cerebuch (ITA), Borisz Rizsik (UKR), Carole Delauné (FRA) |

| 2012. augusztus 5. 20:00 (21:00) | Horvátország (CRO)                      | 65–70     | Törökország (TUR)    | Basketball Arena, London Játékvezetők: Jorge Vázquez (PUR), Marcos Benito (BRA), Elena Chernova (RUS) |
| 2012. augusztus 5. 20:00 (21:00) | (24–18, 7–15, 13–25, 21–12) Jegyzőkönyv |           |                      | Basketball Arena, London Játékvezetők: Jorge Vázquez (PUR), Marcos Benito (BRA), Elena Chernova (RUS) |
| 2012. augusztus 5. 20:00 (21:00) | Lelas 14                                | Pont      | Hollingsworth 14     | Basketball Arena, London Játékvezetők: Jorge Vázquez (PUR), Marcos Benito (BRA), Elena Chernova (RUS) |
| 2012. augusztus 5. 20:00 (21:00) | Lelas, Mandir 6                         | Lepattanó | Yilmaz 9             | Basketball Arena, London Játékvezetők: Jorge Vázquez (PUR), Marcos Benito (BRA), Elena Chernova (RUS) |
| 2012. augusztus 5. 20:00 (21:00) | Lelas 5                                 | Gólpassz  | Tuncluer, Vardarli 5 | Basketball Arena, London Játékvezetők: Jorge Vázquez (PUR), Marcos Benito (BRA), Elena Chernova (RUS) |

#### B csoport
| Csapat               | M | Gy | V | P+  | P–  | Pk  | PA     | P  |
| -------------------- | - | -- | - | --- | --- | --- | ------ | -- |
| Franciaország (FRA)  | 5 | 5  | 0 | 356 | 319 | +37 | 1,116  | 10 |
| Ausztrália (AUS)     | 5 | 4  | 1 | 314 | 308 | +6  | 1,0195 | 9  |
| Oroszország (RUS)    | 5 | 3  | 2 | 281 | 259 | +22 | 1,085  | 8  |
| Kanada (CAN)         | 5 | 2  | 3 | 265 | 260 | +5  | 1,0192 | 7  |
| Brazília (BRA)       | 5 | 1  | 4 | 329 | 354 | −25 | 0,929  | 6  |
| Nagy-Britannia (GBR) | 5 | 0  | 5 | 327 | 372 | −45 | 0,879  | 5  |

| 2012. július 28. 11:15 (12:15) | Kanada (CAN)                            | 53–58     | Oroszország (RUS) | Basketball Arena, London Játékvezetők: Recep Ankaralı (TUR), Peng Ling (CHN), Samir Abaakil (MAR) |
| 2012. július 28. 11:15 (12:15) | (17–15, 13–9, 13–13, 10–21) Jegyzőkönyv |           |                   | Basketball Arena, London Játékvezetők: Recep Ankaralı (TUR), Peng Ling (CHN), Samir Abaakil (MAR) |
| 2012. július 28. 11:15 (12:15) | Smith 20                                | Pont      | Hammon 14         | Basketball Arena, London Játékvezetők: Recep Ankaralı (TUR), Peng Ling (CHN), Samir Abaakil (MAR) |
| 2012. július 28. 11:15 (12:15) | T. Tatham 5                             | Lepattanó | Oszipova 12       | Basketball Arena, London Játékvezetők: Recep Ankaralı (TUR), Peng Ling (CHN), Samir Abaakil (MAR) |
| 2012. július 28. 11:15 (12:15) | Thorburn 6                              | Gólpassz  | Danyilocskina 6   | Basketball Arena, London Játékvezetők: Recep Ankaralı (TUR), Peng Ling (CHN), Samir Abaakil (MAR) |

| 2012. július 28. 20:00 (21:00) | Brazília (BRA)                          | 58–73     | Franciaország (FRA) | Basketball Arena, London Játékvezetők: Robert Lottermoser (GER), Rabah Noujaim (LIB), Felicia Grinter (USA) |
| 2012. július 28. 20:00 (21:00) | (20–16, 14–18, 15–18, 9–21) Jegyzőkönyv |           |                     | Basketball Arena, London Játékvezetők: Robert Lottermoser (GER), Rabah Noujaim (LIB), Felicia Grinter (USA) |
| 2012. július 28. 20:00 (21:00) | de Souza 17                             | Pont      | Dumerc 23           | Basketball Arena, London Játékvezetők: Robert Lottermoser (GER), Rabah Noujaim (LIB), Felicia Grinter (USA) |
| 2012. július 28. 20:00 (21:00) | dos Santos 12                           | Lepattanó | Miyem 7             | Basketball Arena, London Játékvezetők: Robert Lottermoser (GER), Rabah Noujaim (LIB), Felicia Grinter (USA) |
| 2012. július 28. 20:00 (21:00) | Moisés Pinto 5                          | Gólpassz  | Dumerc 5            | Basketball Arena, London Játékvezetők: Robert Lottermoser (GER), Rabah Noujaim (LIB), Felicia Grinter (USA) |

| 2012. július 28. 22:15 (23:15) | Ausztrália (AUS)                         | 74–58     | Nagy-Britannia (GBR)  | Basketball Arena, London Játékvezetők: Jorge Carrion (PUR), Szuguro Sóko (JPN), Borisz Rizsik (UKR) |
| 2012. július 28. 22:15 (23:15) | (16–11, 23–15, 18–16, 17–16) Jegyzőkönyv |           |                       | Basketball Arena, London Játékvezetők: Jorge Carrion (PUR), Szuguro Sóko (JPN), Borisz Rizsik (UKR) |
| 2012. július 28. 22:15 (23:15) | Jackson 18                               | Pont      | Vanderwal, Leedham 11 | Basketball Arena, London Játékvezetők: Jorge Carrion (PUR), Szuguro Sóko (JPN), Borisz Rizsik (UKR) |
| 2012. július 28. 22:15 (23:15) | Batkovic 7                               | Lepattanó | Page 7                | Basketball Arena, London Játékvezetők: Jorge Carrion (PUR), Szuguro Sóko (JPN), Borisz Rizsik (UKR) |
| 2012. július 28. 22:15 (23:15) | Richards 4                               | Gólpassz  | Stafford, Leedham 3   | Basketball Arena, London Játékvezetők: Jorge Carrion (PUR), Szuguro Sóko (JPN), Borisz Rizsik (UKR) |

| 2012. július 30. 14:30 (15:30) | Franciaország (FRA)                           | 74–70 (h. u.) | Ausztrália (AUS) | Basketball Arena, London Játékvezetők: William Kennedy (USA), Christos Christodoulou (GRE), Peng Ling (CHN) |
| 2012. július 30. 14:30 (15:30) | (11–14, 17–13, 24–24, 13–14, 9–5) Jegyzőkönyv |               |                  | Basketball Arena, London Játékvezetők: William Kennedy (USA), Christos Christodoulou (GRE), Peng Ling (CHN) |
| 2012. július 30. 14:30 (15:30) | Gomis 22                                      | Pont          | Batkovic 17      | Basketball Arena, London Játékvezetők: William Kennedy (USA), Christos Christodoulou (GRE), Peng Ling (CHN) |
| 2012. július 30. 14:30 (15:30) | Yacoubou 7                                    | Lepattanó     | Batkovic 10      | Basketball Arena, London Játékvezetők: William Kennedy (USA), Christos Christodoulou (GRE), Peng Ling (CHN) |
| 2012. július 30. 14:30 (15:30) | Beikes, Dumerc 2                              | Gólpassz      | O’Hea 5          | Basketball Arena, London Játékvezetők: William Kennedy (USA), Christos Christodoulou (GRE), Peng Ling (CHN) |

| 2012. július 30. 16:45 (17:45) | Oroszország (RUS)                       | 69–57     | Brazília (BRA) | Basketball Arena, London Játékvezetők: Guerrino Cerebuch (ITA), Ilija Belošević (SRB), Snehal Bendke (IND) |
| 2012. július 30. 16:45 (17:45) | (19–18, 12–8, 18–17, 20–14) Jegyzőkönyv |           |                | Basketball Arena, London Játékvezetők: Guerrino Cerebuch (ITA), Ilija Belošević (SRB), Snehal Bendke (IND) |
| 2012. július 30. 16:45 (17:45) | Beljakova 14                            | Pont      | de Souza 15    | Basketball Arena, London Játékvezetők: Guerrino Cerebuch (ITA), Ilija Belošević (SRB), Snehal Bendke (IND) |
| 2012. július 30. 16:45 (17:45) | Grisajeva 8                             | Lepattanó | de Souza 18    | Basketball Arena, London Játékvezetők: Guerrino Cerebuch (ITA), Ilija Belošević (SRB), Snehal Bendke (IND) |
| 2012. július 30. 16:45 (17:45) | három játékos 3                         | Gólpassz  | Costa 4        | Basketball Arena, London Játékvezetők: Guerrino Cerebuch (ITA), Ilija Belošević (SRB), Snehal Bendke (IND) |

| 2012. július 30. 20:00 (21:00) | Nagy-Britannia (GBR)                     | 65–73     | Kanada (CAN)            | Basketball Arena, London Játékvezetők: Juan Arteaga (ESP), Saša Pukl (SLO), Vitalis Gode (KEN) |
| 2012. július 30. 20:00 (21:00) | (15–19, 17–17, 21–19, 12–18) Jegyzőkönyv |           |                         | Basketball Arena, London Játékvezetők: Juan Arteaga (ESP), Saša Pukl (SLO), Vitalis Gode (KEN) |
| 2012. július 30. 20:00 (21:00) | Stafford, Leedham 15                     | Pont      | Thorburn 18             | Basketball Arena, London Játékvezetők: Juan Arteaga (ESP), Saša Pukl (SLO), Vitalis Gode (KEN) |
| 2012. július 30. 20:00 (21:00) | Fagbenle 6                               | Lepattanó | Pilypaitis, T. Tatham 5 | Basketball Arena, London Játékvezetők: Juan Arteaga (ESP), Saša Pukl (SLO), Vitalis Gode (KEN) |
| 2012. július 30. 20:00 (21:00) | Collins 4                                | Gólpassz  | Gabriele 7              | Basketball Arena, London Játékvezetők: Juan Arteaga (ESP), Saša Pukl (SLO), Vitalis Gode (KEN) |

| 2012. augusztus 1. 9:00 (10:00) | Kanada (CAN)                             | 60–64     | Franciaország (FRA) | Basketball Arena, London Játékvezetők: Luigi Lamonica (ITA), Pablo Estévez (ARG), Shoko Suguro (JPN) |
| 2012. augusztus 1. 9:00 (10:00) | (12–13, 13–15, 15–14, 20–22) Jegyzőkönyv |           |                     | Basketball Arena, London Játékvezetők: Luigi Lamonica (ITA), Pablo Estévez (ARG), Shoko Suguro (JPN) |
| 2012. augusztus 1. 9:00 (10:00) | Thorburn 17                              | Pont      | Gomis 16            | Basketball Arena, London Játékvezetők: Luigi Lamonica (ITA), Pablo Estévez (ARG), Shoko Suguro (JPN) |
| 2012. augusztus 1. 9:00 (10:00) | Achonwa 8                                | Lepattanó | Gruda 6             | Basketball Arena, London Játékvezetők: Luigi Lamonica (ITA), Pablo Estévez (ARG), Shoko Suguro (JPN) |
| 2012. augusztus 1. 9:00 (10:00) | Thorburn 3                               | Gólpassz  | három játékos 3     | Basketball Arena, London Játékvezetők: Luigi Lamonica (ITA), Pablo Estévez (ARG), Shoko Suguro (JPN) |

| 2012. augusztus 1. 14:30 (15:30) | Ausztrália (AUS)                         | 67–61     | Brazília (BRA) | Basketball Arena, London Játékvezetők: Recep Ankarali (TUR), Carl Jungebrand (FIN), Vitalis Gode (KEN) |
| 2012. augusztus 1. 14:30 (15:30) | (15–10, 16–11, 20–19, 16–21) Jegyzőkönyv |           |                | Basketball Arena, London Játékvezetők: Recep Ankarali (TUR), Carl Jungebrand (FIN), Vitalis Gode (KEN) |
| 2012. augusztus 1. 14:30 (15:30) | Jackson 18                               | Pont      | Costa 22       | Basketball Arena, London Játékvezetők: Recep Ankarali (TUR), Carl Jungebrand (FIN), Vitalis Gode (KEN) |
| 2012. augusztus 1. 14:30 (15:30) | Cambage 10                               | Lepattanó | Dantas 10      | Basketball Arena, London Játékvezetők: Recep Ankarali (TUR), Carl Jungebrand (FIN), Vitalis Gode (KEN) |
| 2012. augusztus 1. 14:30 (15:30) | Harrower 5                               | Gólpassz  | Costa 3        | Basketball Arena, London Játékvezetők: Recep Ankarali (TUR), Carl Jungebrand (FIN), Vitalis Gode (KEN) |

| 2012. augusztus 1. 16:45 (17:45) | Nagy-Britannia (GBR)                     | 61–67     | Oroszország (RUS) | Basketball Arena, London Játékvezetők: Felicia Grinter (USA), Rabah Noujaim (LIB), Jorge Vázquez (PUR) |
| 2012. augusztus 1. 16:45 (17:45) | (14–16, 13–23, 18–13, 16–15) Jegyzőkönyv |           |                   | Basketball Arena, London Játékvezetők: Felicia Grinter (USA), Rabah Noujaim (LIB), Jorge Vázquez (PUR) |
| 2012. augusztus 1. 16:45 (17:45) | Stafford 18                              | Pont      | Beljakova 12      | Basketball Arena, London Játékvezetők: Felicia Grinter (USA), Rabah Noujaim (LIB), Jorge Vázquez (PUR) |
| 2012. augusztus 1. 16:45 (17:45) | Page 7                                   | Lepattanó | Oszipova 9        | Basketball Arena, London Játékvezetők: Felicia Grinter (USA), Rabah Noujaim (LIB), Jorge Vázquez (PUR) |
| 2012. augusztus 1. 16:45 (17:45) | Collins, Leedham 3                       | Gólpassz  | Hammon 6          | Basketball Arena, London Játékvezetők: Felicia Grinter (USA), Rabah Noujaim (LIB), Jorge Vázquez (PUR) |

| 2012. augusztus 3. 11:15 (12:15) | Oroszország (RUS)                        | 66–70     | Ausztrália (AUS)  | Basketball Arena, London Játékvezetők: Cristiano Maranho (BRA), Fernando Sampietro (ARG), Robert Lottermoser (GER) |
| 2012. augusztus 3. 11:15 (12:15) | (15–21, 15–11, 18–22, 18–16) Jegyzőkönyv |           |                   | Basketball Arena, London Játékvezetők: Cristiano Maranho (BRA), Fernando Sampietro (ARG), Robert Lottermoser (GER) |
| 2012. augusztus 3. 11:15 (12:15) | Oszipova 15                              | Pont      | Cambage 17        | Basketball Arena, London Játékvezetők: Cristiano Maranho (BRA), Fernando Sampietro (ARG), Robert Lottermoser (GER) |
| 2012. augusztus 3. 11:15 (12:15) | Oszipova 9                               | Lepattanó | Cambage 10        | Basketball Arena, London Játékvezetők: Cristiano Maranho (BRA), Fernando Sampietro (ARG), Robert Lottermoser (GER) |
| 2012. augusztus 3. 11:15 (12:15) | Danyilocskina 4                          | Gólpassz  | O’Hea, Harrower 5 | Basketball Arena, London Játékvezetők: Cristiano Maranho (BRA), Fernando Sampietro (ARG), Robert Lottermoser (GER) |

| 2012. augusztus 3. 14:30 (15:30) | Brazília (BRA)                          | 73–79     | Kanada (CAN)         | Basketball Arena, London Játékvezetők: José Carrion (PUR), Borisz Rizsik (UKR), Carole Delauné (FRA) |
| 2012. augusztus 3. 14:30 (15:30) | (8–18, 17–21, 28–16, 20–24) Jegyzőkönyv |           |                      | Basketball Arena, London Játékvezetők: José Carrion (PUR), Borisz Rizsik (UKR), Carole Delauné (FRA) |
| 2012. augusztus 3. 14:30 (15:30) | de Souza 22                             | Pont      | Pilypaitis, Smith 14 | Basketball Arena, London Játékvezetők: José Carrion (PUR), Borisz Rizsik (UKR), Carole Delauné (FRA) |
| 2012. augusztus 3. 14:30 (15:30) | Rodrigues 4                             | Lepattanó | Thorburn 8           | Basketball Arena, London Játékvezetők: José Carrion (PUR), Borisz Rizsik (UKR), Carole Delauné (FRA) |
| 2012. augusztus 3. 14:30 (15:30) | de Souza 12                             | Gólpassz  | Smith 5              | Basketball Arena, London Játékvezetők: José Carrion (PUR), Borisz Rizsik (UKR), Carole Delauné (FRA) |

| 2012. augusztus 3. 20:00 (21:00) | Franciaország (FRA)                             | 80–77 (h. u.) | Nagy-Britannia (GBR) | Basketball Arena, London Játékvezetők: Ilija Belošević (SRB), Oļegs Latiševs (LAT), Snehal Bendke (IND) |
| 2012. augusztus 3. 20:00 (21:00) | (10–13, 17–10, 20–21, 20–23, 13–10) Jegyzőkönyv |               |                      | Basketball Arena, London Játékvezetők: Ilija Belošević (SRB), Oļegs Latiševs (LAT), Snehal Bendke (IND) |
| 2012. augusztus 3. 20:00 (21:00) | Gruda, Lawson-Wade 16                           | Pont          | Leedham 29           | Basketball Arena, London Játékvezetők: Ilija Belošević (SRB), Oļegs Latiševs (LAT), Snehal Bendke (IND) |
| 2012. augusztus 3. 20:00 (21:00) | Godin 8                                         | Lepattanó     | Page, Leedham 8      | Basketball Arena, London Játékvezetők: Ilija Belošević (SRB), Oļegs Latiševs (LAT), Snehal Bendke (IND) |
| 2012. augusztus 3. 20:00 (21:00) | Godin 4                                         | Gólpassz      | Page 3               | Basketball Arena, London Játékvezetők: Ilija Belošević (SRB), Oļegs Latiševs (LAT), Snehal Bendke (IND) |

| 2012. augusztus 5. 9:00 (10:00) | Franciaország (FRA)                     | 65–54     | Oroszország (RUS)         | Basketball Arena, London Játékvezetők: Pablo Estévez (ARG), Saša Pukl (SLO), Szuguro Sóko (JPN) |
| 2012. augusztus 5. 9:00 (10:00) | (10–15, 15–6, 30–13, 10–20) Jegyzőkönyv |           |                           | Basketball Arena, London Játékvezetők: Pablo Estévez (ARG), Saša Pukl (SLO), Szuguro Sóko (JPN) |
| 2012. augusztus 5. 9:00 (10:00) | Dumerc 12                               | Pont      | Beljakova 14              | Basketball Arena, London Játékvezetők: Pablo Estévez (ARG), Saša Pukl (SLO), Szuguro Sóko (JPN) |
| 2012. augusztus 5. 9:00 (10:00) | Yacoubou, Beikes 7                      | Lepattanó | Hammon, Oszipova 5        | Basketball Arena, London Játékvezetők: Pablo Estévez (ARG), Saša Pukl (SLO), Szuguro Sóko (JPN) |
| 2012. augusztus 5. 9:00 (10:00) | Dumerc 3                                | Gólpassz  | Danyilocskina, Oszipova 3 | Basketball Arena, London Játékvezetők: Pablo Estévez (ARG), Saša Pukl (SLO), Szuguro Sóko (JPN) |

| 2012. augusztus 5. 14:30 (15:30) | Kanada (CAN)                             | 63–72     | Ausztrália (AUS)   | Basketball Arena, London Játékvezetők: Felicia Grinter (USA), Oļegs Latiševs (LAT), Snehal Bendke (IND) |
| 2012. augusztus 5. 14:30 (15:30) | (10–24, 12–11, 20–12, 21–25) Jegyzőkönyv |           |                    | Basketball Arena, London Játékvezetők: Felicia Grinter (USA), Oļegs Latiševs (LAT), Snehal Bendke (IND) |
| 2012. augusztus 5. 14:30 (15:30) | Smith 17                                 | Pont      | Snell 12           | Basketball Arena, London Játékvezetők: Felicia Grinter (USA), Oļegs Latiševs (LAT), Snehal Bendke (IND) |
| 2012. augusztus 5. 14:30 (15:30) | Murphy 5                                 | Lepattanó | Jackson 9          | Basketball Arena, London Játékvezetők: Felicia Grinter (USA), Oļegs Latiševs (LAT), Snehal Bendke (IND) |
| 2012. augusztus 5. 14:30 (15:30) | Thorburn 5                               | Gólpassz  | Screen, Harrower 4 | Basketball Arena, London Játékvezetők: Felicia Grinter (USA), Oļegs Latiševs (LAT), Snehal Bendke (IND) |

| 2012. augusztus 5. 22:15 (23:15) | Nagy-Britannia (GBR)                     | 66–78     | Brazília (BRA) | Basketball Arena, London Játékvezetők: Christos Christodoulou (GRE), William Kennedy (USA), Peng Ling (CHN) |
| 2012. augusztus 5. 22:15 (23:15) | (19–19, 17–20, 17–25, 13–14) Jegyzőkönyv |           |                | Basketball Arena, London Játékvezetők: Christos Christodoulou (GRE), William Kennedy (USA), Peng Ling (CHN) |
| 2012. augusztus 5. 22:15 (23:15) | Stafford 15                              | Pont      | dos Santos 16  | Basketball Arena, London Játékvezetők: Christos Christodoulou (GRE), William Kennedy (USA), Peng Ling (CHN) |
| 2012. augusztus 5. 22:15 (23:15) | Stafford 10                              | Lepattanó | dos Santos 13  | Basketball Arena, London Játékvezetők: Christos Christodoulou (GRE), William Kennedy (USA), Peng Ling (CHN) |
| 2012. augusztus 5. 22:15 (23:15) | Stafford 4                               | Gólpassz  | Pinto 12       | Basketball Arena, London Játékvezetők: Christos Christodoulou (GRE), William Kennedy (USA), Peng Ling (CHN) |

### Egyenes kieséses szakasz
|  |              |                        |                        |                        |    |                        |                        |                  |                  |               |               |       |       |
|  | Negyeddöntők | Negyeddöntők           | Negyeddöntők           |                        |    | Elődöntők              | Elődöntők              | Elődöntők        |                  |               | Döntő         | Döntő | Döntő |
|  | Negyeddöntők | Negyeddöntők           | Negyeddöntők           |                        |    | Elődöntők              | Elődöntők              | Elődöntők        |                  |               | Döntő         | Döntő | Döntő |
|  | augusztus 7. |                        |                        |                        |    |                        |                        |                  |                  |               |               |       |       |
|  |              |                        |                        |                        |    |                        |                        |                  |                  |               |               |       |       |
|  | B2           | Ausztrália (AUS)       | 75                     |                        |    |                        |                        |                  |                  |               |               |       |       |
|  | B2           | Ausztrália (AUS)       | 75                     | augusztus 9.           |    |                        |                        |                  |                  |               |               |       |       |
|  | A3           | Kína (CHN)             | 60                     |                        |    |                        |                        |                  |                  |               |               |       |       |
|  | A3           | Kína (CHN)             | 60                     |                        |    | Ausztrália (AUS)       | Ausztrália (AUS)       | 73               |                  |               |               |       |       |
|  | augusztus 7. |                        |                        |                        |    | Ausztrália (AUS)       | Ausztrália (AUS)       | 73               |                  |               |               |       |       |
|  |              |                        | Egyesült Államok (USA) | Egyesült Államok (USA) | 86 |                        |                        |                  |                  |               |               |       |       |
|  | A1           | Egyesült Államok (USA) | Egyesült Államok (USA) | Egyesült Államok (USA) | 86 | 91                     |                        |                  |                  |               |               |       |       |
|  | A1           | Egyesült Államok (USA) |                        |                        |    | 91                     | augusztus 11.          |                  |                  |               |               |       |       |
|  | B4           | Kanada (CAN)           | 48                     |                        |    |                        |                        |                  |                  |               |               |       |       |
|  | B4           | Kanada (CAN)           | 48                     |                        |    | Egyesült Államok (USA) | Egyesült Államok (USA) | 86               |                  |               |               |       |       |
|  | augusztus 7. |                        |                        |                        |    | Egyesült Államok (USA) | Egyesült Államok (USA) | 86               |                  |               |               |       |       |
|  |              |                        | Franciaország (FRA)    | Franciaország (FRA)    | 50 |                        |                        |                  |                  |               |               |       |       |
|  | A2           | Törökország (TUR)      | Franciaország (FRA)    | Franciaország (FRA)    | 50 | 63                     |                        |                  |                  |               |               |       |       |
|  | A2           | Törökország (TUR)      | augusztus 9.           |                        |    | 63                     |                        |                  |                  |               |               |       |       |
|  | B3           | Oroszország (RUS)      | 66                     |                        |    |                        |                        |                  |                  |               |               |       |       |
|  | B3           | Oroszország (RUS)      | 66                     |                        |    | Oroszország (RUS)      | Oroszország (RUS)      | 64               | Bronzmérkőzés    | Bronzmérkőzés | Bronzmérkőzés |       |       |
|  | augusztus 7. |                        |                        |                        |    | Oroszország (RUS)      | Oroszország (RUS)      | 64               | Bronzmérkőzés    | Bronzmérkőzés | Bronzmérkőzés |       |       |
|  |              |                        | Franciaország (FRA)    | Franciaország (FRA)    | 81 |                        |                        | augusztus 11.    | augusztus 11.    | augusztus 11. |               |       |       |
|  | B1           | Franciaország (FRA)    | Franciaország (FRA)    | Franciaország (FRA)    | 81 | 71                     |                        | augusztus 11.    | augusztus 11.    | augusztus 11. |               |       |       |
|  | B1           | Franciaország (FRA)    |                        |                        |    |                        |                        | Ausztrália (AUS) | Ausztrália (AUS) | 83            |               |       |       |
|  | A4           | Csehország (CZE)       | 68                     |                        |    |                        |                        | Ausztrália (AUS) | Ausztrália (AUS) | 83            |               |       |       |
|  | A4           | Csehország (CZE)       | 68                     |                        |    | Oroszország (RUS)      | Oroszország (RUS)      | 74               |                  |               |               |       |       |
|  |              |                        |                        |                        |    | Oroszország (RUS)      | Oroszország (RUS)      | 74               |                  |               |               |       |       |

#### Negyeddöntők
| 2012. augusztus 7. 14:00 (15:00) | Egyesült Államok (USA)                  | 91–48     | Kanada (CAN) | Basketball Arena, London Játékvezetők: Guerrino Cerebuch (ITA), Szuguro Sóko (JPN), Vitalis Gode (KEN) |
| 2012. augusztus 7. 14:00 (15:00) | (19–8, 23–13, 26–10, 23–17) Jegyzőkönyv |           |              | Basketball Arena, London Játékvezetők: Guerrino Cerebuch (ITA), Szuguro Sóko (JPN), Vitalis Gode (KEN) |
| 2012. augusztus 7. 14:00 (15:00) | Taurasi 15                              | Pont      | Smith 13     | Basketball Arena, London Játékvezetők: Guerrino Cerebuch (ITA), Szuguro Sóko (JPN), Vitalis Gode (KEN) |
| 2012. augusztus 7. 14:00 (15:00) | Moore, Parker 7                         | Lepattanó | Phillips 8   | Basketball Arena, London Játékvezetők: Guerrino Cerebuch (ITA), Szuguro Sóko (JPN), Vitalis Gode (KEN) |
| 2012. augusztus 7. 14:00 (15:00) | Bird 5                                  | Gólpassz  | Phillips 5   | Basketball Arena, London Játékvezetők: Guerrino Cerebuch (ITA), Szuguro Sóko (JPN), Vitalis Gode (KEN) |

| 2012. augusztus 7. 16:15 (17:15) | Ausztrália (AUS)                        | 75–60     | Kína (CHN)   | Basketball Arena, London Játékvezetők: Oļegs Latiševs (LAT), Jelena Csernova (RUS), Carole Delauné (FRA) |
| 2012. augusztus 7. 16:15 (17:15) | (22–16, 13–20, 20–16, 20-8) Jegyzőkönyv |           |              | Basketball Arena, London Játékvezetők: Oļegs Latiševs (LAT), Jelena Csernova (RUS), Carole Delauné (FRA) |
| 2012. augusztus 7. 16:15 (17:15) | Cambage 17                              | Pont      | Ma Zengyu 15 | Basketball Arena, London Játékvezetők: Oļegs Latiševs (LAT), Jelena Csernova (RUS), Carole Delauné (FRA) |
| 2012. augusztus 7. 16:15 (17:15) | Batkovic 9                              | Lepattanó | Csen Nan 7   | Basketball Arena, London Játékvezetők: Oļegs Latiševs (LAT), Jelena Csernova (RUS), Carole Delauné (FRA) |
| 2012. augusztus 7. 16:15 (17:15) | Richards 7                              | Gólpassz  | Gao Song 3   | Basketball Arena, London Játékvezetők: Oļegs Latiševs (LAT), Jelena Csernova (RUS), Carole Delauné (FRA) |

| 2012. augusztus 7. 20:00 (21:00) | Törökország (TUR)                        | 63–66     | Oroszország (RUS) | Basketball Arena, London Játékvezetők: José Carrion (PUR), William Kennedy (USA), Peng Ling (CHN) |
| 2012. augusztus 7. 20:00 (21:00) | (16–23, 12–11, 23–17, 12–15) Jegyzőkönyv |           |                   | Basketball Arena, London Játékvezetők: José Carrion (PUR), William Kennedy (USA), Peng Ling (CHN) |
| 2012. augusztus 7. 20:00 (21:00) | Hollingsworth 22                         | Pont      | Hammon 19         | Basketball Arena, London Játékvezetők: José Carrion (PUR), William Kennedy (USA), Peng Ling (CHN) |
| 2012. augusztus 7. 20:00 (21:00) | Alben 6                                  | Lepattanó | Petrakova 7       | Basketball Arena, London Játékvezetők: José Carrion (PUR), William Kennedy (USA), Peng Ling (CHN) |
| 2012. augusztus 7. 20:00 (21:00) | Vardarlı 6                               | Gólpassz  | Hammon 5          | Basketball Arena, London Játékvezetők: José Carrion (PUR), William Kennedy (USA), Peng Ling (CHN) |

| 2012. augusztus 7. 22:15 (23:15) | Franciaország (FRA)                      | 71–68     | Csehország (CZE) | Basketball Arena, London Játékvezetők: Marcos Benito (BRA), Felicia Grinter (USA), Rabah Noujaim (LIB) |
| 2012. augusztus 7. 22:15 (23:15) | (16–12, 12–16, 13–23, 30–17) Jegyzőkönyv |           |                  | Basketball Arena, London Játékvezetők: Marcos Benito (BRA), Felicia Grinter (USA), Rabah Noujaim (LIB) |
| 2012. augusztus 7. 22:15 (23:15) | Dumerc 23                                | Pont      | Vítečková 17     | Basketball Arena, London Játékvezetők: Marcos Benito (BRA), Felicia Grinter (USA), Rabah Noujaim (LIB) |
| 2012. augusztus 7. 22:15 (23:15) | Gruda 7                                  | Lepattanó | Horáková 7       | Basketball Arena, London Játékvezetők: Marcos Benito (BRA), Felicia Grinter (USA), Rabah Noujaim (LIB) |
| 2012. augusztus 7. 22:15 (23:15) | Dumerc 6                                 | Gólpassz  | Horáková 5       | Basketball Arena, London Játékvezetők: Marcos Benito (BRA), Felicia Grinter (USA), Rabah Noujaim (LIB) |

#### Elődöntők
| 2012. augusztus 9. 17:00 (18:00) | Ausztrália (AUS)                         | 73–86     | Egyesült Államok (USA) | O2 Aréna, London Játékvezetők: Ilija Belošević (SRB), Borisz Rizsik (UKR), Snehal Bendke (IND) |
| 2012. augusztus 9. 17:00 (18:00) | (22–20, 25–23, 12–22, 14–21) Jegyzőkönyv |           |                        | O2 Aréna, London Játékvezetők: Ilija Belošević (SRB), Borisz Rizsik (UKR), Snehal Bendke (IND) |
| 2012. augusztus 9. 17:00 (18:00) | Cambage 19                               | Pont      | Taurasi, Charles 14    | O2 Aréna, London Játékvezetők: Ilija Belošević (SRB), Borisz Rizsik (UKR), Snehal Bendke (IND) |
| 2012. augusztus 9. 17:00 (18:00) | Jackson 17                               | Lepattanó | Charles 10             | O2 Aréna, London Játékvezetők: Ilija Belošević (SRB), Borisz Rizsik (UKR), Snehal Bendke (IND) |
| 2012. augusztus 9. 17:00 (18:00) | Jarry 5                                  | Gólpassz  | Charles 4              | O2 Aréna, London Játékvezetők: Ilija Belošević (SRB), Borisz Rizsik (UKR), Snehal Bendke (IND) |

| 2012. augusztus 9. 21:00 (22:00) | Oroszország (RUS)                        | 64–81     | Franciaország (FRA) | O2 Aréna, London Játékvezetők: Guerrino Cerebuch (ITA), Jorge Vázquez (PUR), Stephen Seibel (CAN) |
| 2012. augusztus 9. 21:00 (22:00) | (15–24, 16–14, 20–21, 13–22) Jegyzőkönyv |           |                     | O2 Aréna, London Játékvezetők: Guerrino Cerebuch (ITA), Jorge Vázquez (PUR), Stephen Seibel (CAN) |
| 2012. augusztus 9. 21:00 (22:00) | Danyilocskina, Hammon 13                 | Pont      | Lawson-Wade 18      | O2 Aréna, London Játékvezetők: Guerrino Cerebuch (ITA), Jorge Vázquez (PUR), Stephen Seibel (CAN) |
| 2012. augusztus 9. 21:00 (22:00) | Vijeru 8                                 | Lepattanó | Gruda 8             | O2 Aréna, London Játékvezetők: Guerrino Cerebuch (ITA), Jorge Vázquez (PUR), Stephen Seibel (CAN) |
| 2012. augusztus 9. 21:00 (22:00) | Hammon 5                                 | Gólpassz  | Lawson-Wade 5       | O2 Aréna, London Játékvezetők: Guerrino Cerebuch (ITA), Jorge Vázquez (PUR), Stephen Seibel (CAN) |

#### Bronzmérkőzés
| 2012. augusztus 11. 17:00 (18:00) | Ausztrália (AUS)                         | 83–74     | Oroszország (RUS) | O2 Aréna, London Játékvezetők: Jorge Vázquez (PUR), Felicia Grinter (USA), Szuguro Sóko (JPN) |
| 2012. augusztus 11. 17:00 (18:00) | (17–16, 21–14, 19–13, 26–31) Jegyzőkönyv |           |                   | O2 Aréna, London Játékvezetők: Jorge Vázquez (PUR), Felicia Grinter (USA), Szuguro Sóko (JPN) |
| 2012. augusztus 11. 17:00 (18:00) | Jackson 25                               | Pont      | Hammon 19         | O2 Aréna, London Játékvezetők: Jorge Vázquez (PUR), Felicia Grinter (USA), Szuguro Sóko (JPN) |
| 2012. augusztus 11. 17:00 (18:00) | Jackson 11                               | Lepattanó | Vodopjanova 8     | O2 Aréna, London Játékvezetők: Jorge Vázquez (PUR), Felicia Grinter (USA), Szuguro Sóko (JPN) |
| 2012. augusztus 11. 17:00 (18:00) | O’Hea 5                                  | Gólpassz  | Hammon 4          | O2 Aréna, London Játékvezetők: Jorge Vázquez (PUR), Felicia Grinter (USA), Szuguro Sóko (JPN) |

#### Döntő
| 2012. augusztus 11. 21:00 (22:00) | Egyesült Államok (USA)                   | 86–50     | Franciaország (FRA)   | O2 Aréna, London Játékvezetők: Fernando Sampietro (ARG), Jelena Csernova (RUS), Peng Ling (CHN) |
| 2012. augusztus 11. 21:00 (22:00) | (20–15, 17–10, 26–12, 23–13) Jegyzőkönyv |           |                       | O2 Aréna, London Játékvezetők: Fernando Sampietro (ARG), Jelena Csernova (RUS), Peng Ling (CHN) |
| 2012. augusztus 11. 21:00 (22:00) | Parker 21                                | Pont      | Gruda, Lawson-Wade 12 | O2 Aréna, London Játékvezetők: Fernando Sampietro (ARG), Jelena Csernova (RUS), Peng Ling (CHN) |
| 2012. augusztus 11. 21:00 (22:00) | Parker 11                                | Lepattanó | Ndongue 8             | O2 Aréna, London Játékvezetők: Fernando Sampietro (ARG), Jelena Csernova (RUS), Peng Ling (CHN) |
| 2012. augusztus 11. 21:00 (22:00) | Taurasi 6                                | Gólpassz  | Dumerc 3              | O2 Aréna, London Játékvezetők: Fernando Sampietro (ARG), Jelena Csernova (RUS), Peng Ling (CHN) |

| A 2012. évi nyári olimpiai játékok női kosárlabdatornájának olimpiai bajnoka |
| · EGYESÜLT ÁLLAMOK · 7. cím                                                  |
| ---------------------------------------------------------------------------- |

### Végeredmény
| Helyezés | Csapat                 | M | Gy | V | P+  | P–  | Pk   | P  |  |
| -------- | ---------------------- | - | -- | - | --- | --- | ---- | -- |  |
| Arany    | Egyesült Államok (USA) | 8 | 8  | 0 | 725 | 450 | +275 | 16 |  |
| Ezüst    | Franciaország (FRA)    | 8 | 7  | 1 | 558 | 537 | +21  | 15 |  |
| Bronz    | Ausztrália (AUS)       | 8 | 6  | 2 | 584 | 542 | +42  | 14 |  |
| 4.       | Oroszország (RUS)      | 8 | 4  | 4 | 518 | 533 | –15  | 12 |  |
|          |                        |   |    |   |     |     |      |    |  |
| 5.       | Törökország (TUR)      | 6 | 4  | 2 | 406 | 382 | +24  | 10 |  |
| 6.       | Kína (CHN)             | 6 | 3  | 3 | 406 | 438 | –32  | 9  |  |
| 7.       | Csehország (CZE)       | 6 | 2  | 4 | 414 | 403 | +11  | 8  |  |
| 8.       | Kanada (CAN)           | 6 | 2  | 4 | 376 | 423 | –47  | 8  |  |
|          |                        |   |    |   |     |     |      |    |  |
| 9.       | Brazília (BRA)         | 5 | 1  | 4 | 327 | 354 | –27  | 6  |  |
| 10.      | Horvátország (CRO)     | 5 | 1  | 4 | 324 | 379 | –55  | 6  |  |
| 11.      | Nagy-Britannia (GBR)   | 5 | 0  | 5 | 327 | 372 | –45  | 5  |  |
| 12.      | Angola (ANG)           | 5 | 0  | 5 | 243 | 395 | –152 | 5  |  |